# Philipp IV. von Angelach-Angelach
Philipp IV. von Angelach-Angelach († 1581 in Udenheim) war ein Reichsritter im Ritterkanton Kraichgau aus dem Geschlecht der Herren von Angelach. Er war Vogt des Bischofs von Speyer in Udenheim.

## Familie
Philipp IV. war der Sohn von Bernhard III. von Angelach-Angelach und der Magdalena von Sternenfels. Seine Brüder waren Bernhard IV. (1532–1599) und Georg III. Philipp war verheiratet mit Ottilia Kämmerer von Worms. Aus dieser Ehe entstammen folgende Söhne: Hans VII. Friedrich, Hans VIII. Adam, Hans IX. Christoph und Hans X. Philipp († 1608). Mit Hans Philipp erlosch der Kraichgauer Zweig des Geschlechts im Mannesstamm.

## Leben
Philipp IV. war 1544 an der Universität Heidelberg immatrikuliert. 1556 wurden durch den württembergischen Herzog Christian Wilhelm VIII. von Angelach-Angelach, Burkhard II. von Angelach-Angelach und Philipp IV. mit dem Erpfenhof in Berwangen belehnt. Am 7. Januar 1557 wurde Philipp zum Faut des Hochstifts Speyer im Bruhrain ernannt. Dieses Amt hatte er bis zu seinem Tod 1581 inne.
Philipp IV. kaufte 1571 von Burkhard II. von Angelach dessen Anteil an der Burg Waldangelloch und andere Besitzungen in und um Waldangelloch.